# Syntrichia norvegica
Syntrichia norvegica là một loài Rêu trong họ Pottiaceae. Loài này được F. Weber miêu tả khoa học đầu tiên năm 1804.

## Hình ảnh

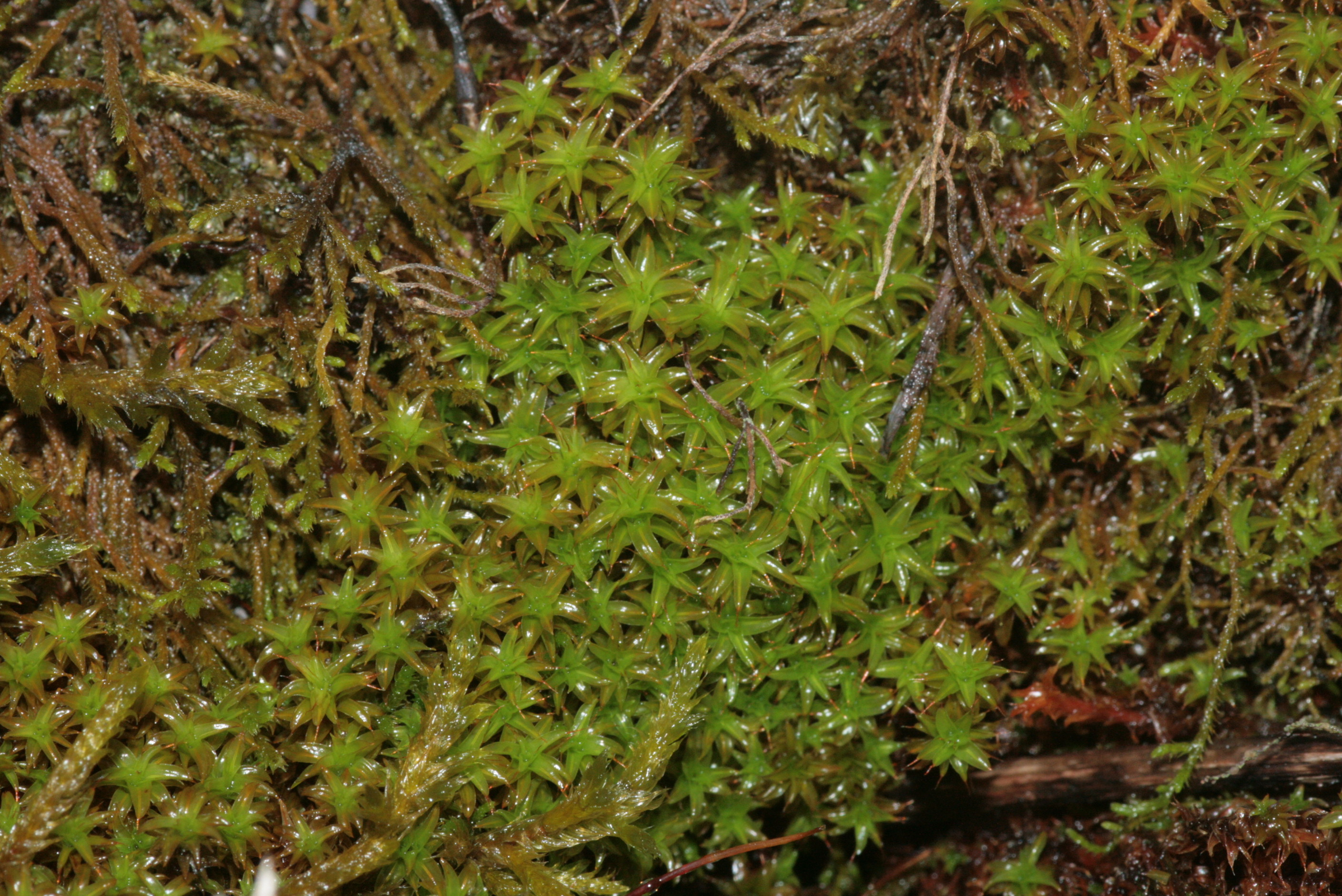
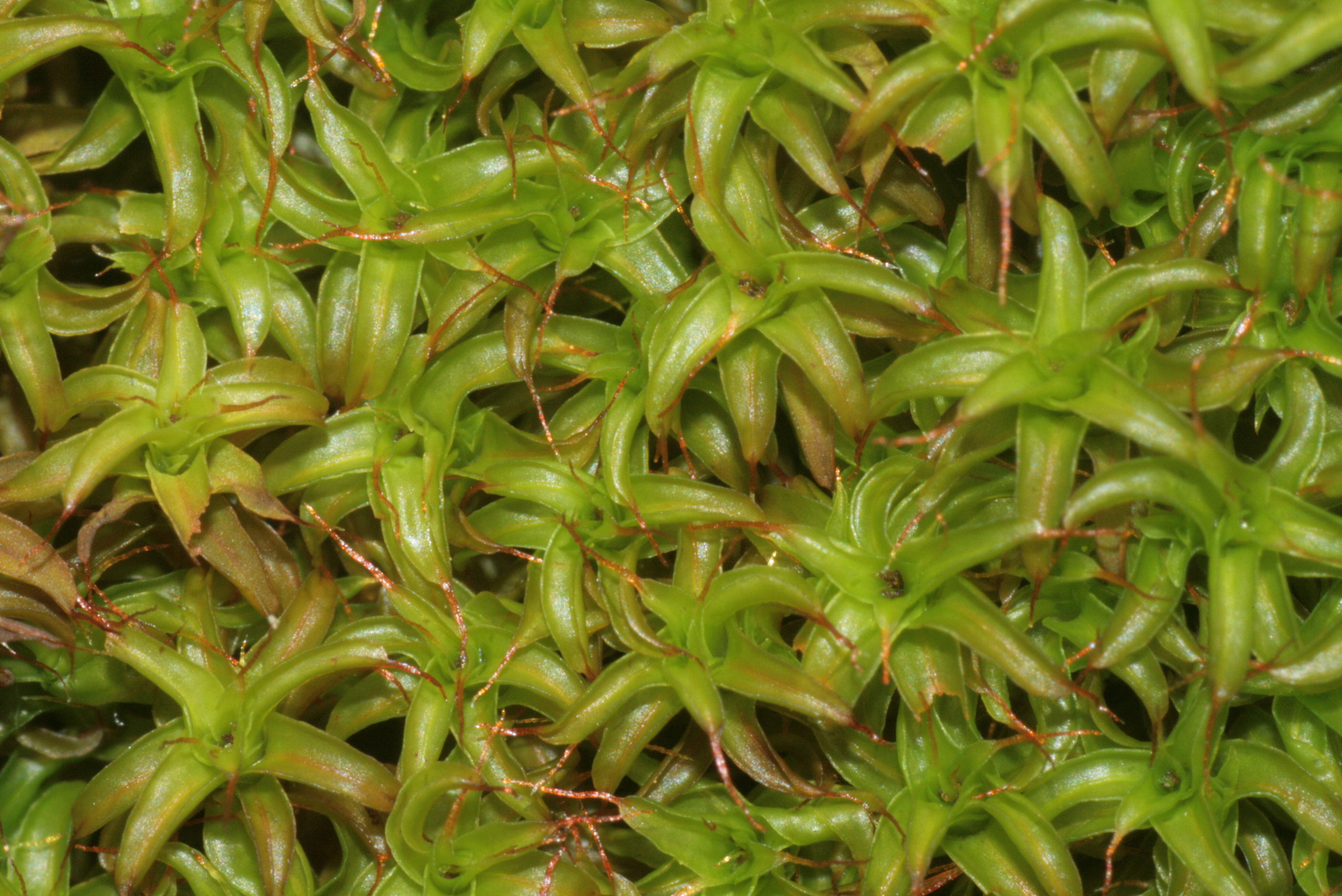
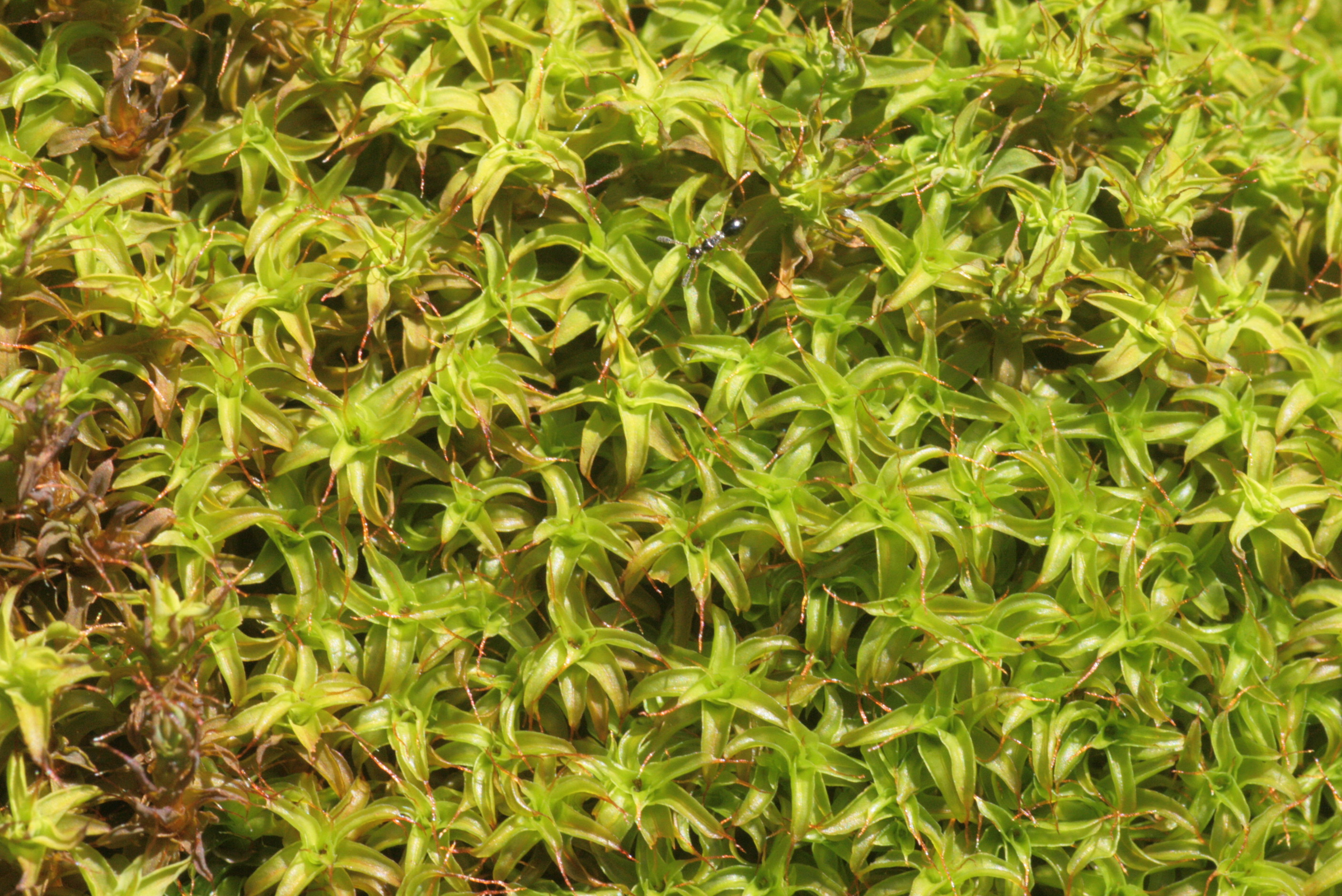
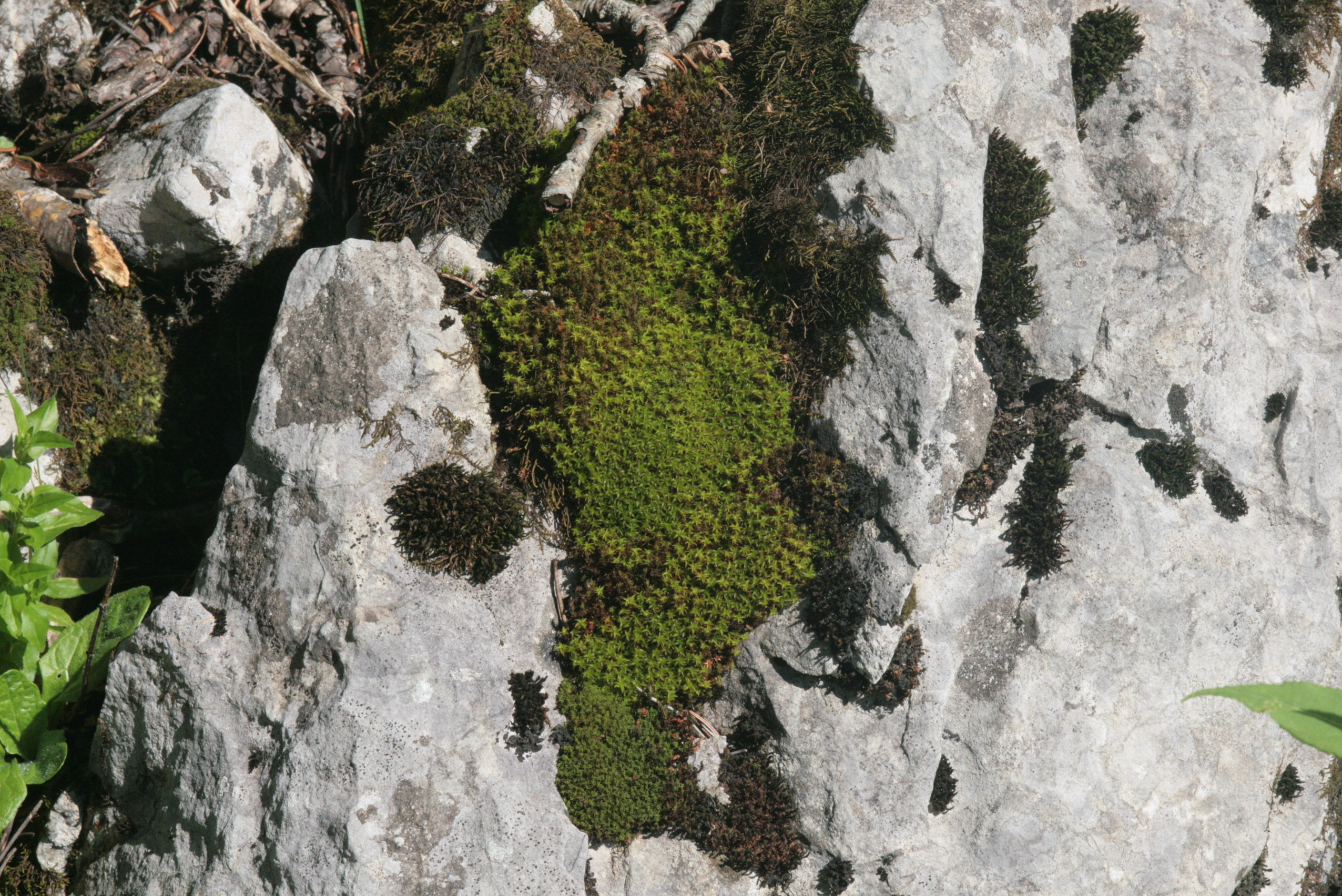